# Luyang
Luyang léase: Lu-Yáng (en chino 庐阳区:, pinyin:Lúyáng Qū) es un distrito urbano bajo la administración directa de la Ciudad - Prefectura de Hefei, capital de provincia de Anhui, centro este de la República Popular China. Su área total es de 139 km² y su población para 2014 fue de +600 mil habitantes. Luyang es el centro político, económico, cultural y financiero de la provincia.